# Плате Микола Альфредович
Микола Альфредович Плате (рос. Николай Альфредович Платэ; 4 листопада 1934, Москва — 17 березня 2007, Москва) — радянський та російський хімік, фахівець у галузі високомолекулярних сполук, дійсний член Російської Академії наук, віце-президент РАН, директор Інституту нафтохімічного синтезу ім. А. В. Топчієва РАН, професор хімічного факультету МДУ імені М. В. Ломоносова, іноземний член НАН України. Онук Миколи Дмитровича Зелінського.

## Біографія
Микола Альфредович Плате народився 4 листопада 1934 р. у родині з багатими хімічними традиціями: його батько, А. Ф. Плате, більше 40 років працював на хімічному факультеті, був професором, завідував кафедрою хімії нафти і органічного каталізу і був учнем (а згодом — зятем) видатного хіміка — Миколи Дмитровича Зелінського.
М. А. Плате закінчив хімічний факультет МДУ ім. М. В. Ломоносова в 1956 р. Його дипломна робота «Фізико-хімічні властивості полімеру хлоропрену» виконана під керівництвом академіка В. О. Каргіна. У 1960 р. він захистив кандидатську дисертацію «Прищеплені сополімери та їх фізико-хімічні властивості», а в 1966 — докторську «Структурно-хімічні ефекти при синтезі і модифікації полімерів». З 1967 і до смерті М. А. Плате був професором хімічного факультету МДУ ім. М. В. Ломоносова. У 1966—1985 рр.. він очолював лабораторію хімічних перетворень полімерів кафедри високомолекулярних сполук МГУ. У 1974 р. його обрано членом-кореспондентом, а в 1987 — дійсним членом АН СРСР. Згодом М. А. Плате — віце-президент РАН, директор Інституту нафтохімічного синтезу ім. А. В. Топчієва РАН.

## Наукова діяльність
Область наукових інтересів М. А. Плате: полімерні рідкі кристали і мезофази, полімери медико-біологічного призначення, хімічні реакції з участю макромолекул і хімічна модифікація полімерів, полімерні мембрани, нафтохімія. Ним опубліковано понад 500 статей, він має 90 патентів; ним написано в співавторстві 6 книг, у тому числі «Comb-ShapedPolymersandLiquidCrystals», 1987, Plenum (співавтор Шибаєв В. П.); «Macromolecular reactions» Wiley and sons, 1995 (співавтор Літманович А. Т., Ноа О. В.), «Фізіологічно активні полімери». М., 1986, Хімія (співавтор А. Є. Васильєв).

## Педагогічна діяльність
М. А. Плате читав курс лекцій «Високомолекулярні сполуки» для студентів вищої хімічного коледжу РАН, курс лекцій для студентів 4 курсу хімічного факультету МДУ «Основи хімії і технології виробництва мономерів», і розділи курсу лекцій «Вступ до спеціалізації» для студентів 3 курсу хімічного факультету МДУ.
Під керівництвом академіка М. А. Плате виконано і захищено понад 80 кандидатських і більше 15 докторських дисертацій.

## Громадська діяльність
М. А. Плате був членом Комісії при Президентові РФ з Державних премій в галузі науки і техніки, членом Бюро Національного комітету російських хіміків, членом Російського Пагуошського комітету, членом комітету вчених за міжнародну безпеку і контроль над озброєнням, Головою Наукової ради з хімії нафти, газу та вугілля РАН, Президентом Російського мембранного суспільства, членом Європейської Академії наук і Американського хімічного товариства. Він був головним редактором журналів «Високомолекулярні сполуки» і «Вісник Російської академії наук», членом редакційної та консультативної рад міжнародних журналів «DieMakromolekulareChemie», «JournalofAppliedPolymerScience», «BioactiveandCompatiblePolymers».

## Нагороди
Академік М. А. Плате нагороджений Міжнародною премією «Золоте століття» за видатні досягнення в галузі хімічного роззброєння (1988). Удостоєний медалі Германа Марка Австрійського дослідного інституту хімії і технології «За видатні досягнення в галузі хімії полімерів». Президією АН СРСР і Президією РАН йому присуджена премія імені В. А. Каргіна (1981) і премія імені С. В. Лебедєва (1995), він Почесний хімік СРСР і Російської Федерації (1994). Лауреат Державної премії СРСР (1985) за цикл робіт зі створення та вивчення властивостей полімерних рідких кристалів.
Н. А. Плате нагороджений орденами «Знак Пошани», Дружби народів, За заслуги перед Вітчизною IV та III ступеня. З 1994 р. він — Заслужений професор МДУ.
2005 р. нагороджений Золотою медаллю імені В. І. Вернадського Національної академії наук України за видатні досягнення в галузі хімії і фізики полімерів.

## Основні праці
- Платэ Н. А. и др. Макромолекулярные реакции. М.: Химия, 1977. 254 с.
- Платэ Н. А., Шибаев В. П. Гребнеобразные полимеры и жидкие кристаллы. М.: Химия, 1980, 303 с.
- Платэ Н. А., Васильев А. Е. Физиологически активные полимеры. М.: Химия, 1986, 293 с.
- Платэ Н. А., Сливинский Е. В. Основы химии и технологии мономеров: Учебное пособие для студентов старших курсов и аспирантов вузов. М.: Наука, 2002, 696 с.